# Conseil électoral supérieur
En Turquie, le Conseil électoral supérieur (en turc : Yüksek Seçim Kurulu, abrégé YSK), aussi appelé Haut-comité électoral, est la plus haute institution judiciaire qui gère et contrôle le bon déroulement des élections.

## Membres
Le conseil est composé de sept juges et quatre suppléants : six sont élus par la Cour de cassation et cinq par le Conseil d'État. Le président et le vice-président sont élus par les membres du conseil.
| Nom             | Titre          | Juridiction       | Début du mandat | Fin du mandat |
| --------------- | -------------- | ----------------- | --------------- | ------------- |
| Ahmet Yener     | Président      | Cour de cassation | 24 janvier 2020 | En cours      |
| Ekrem Özübek    | Vice-président | Conseil d'État    | 24 janvier 2020 | En cours      |
| Mahmut Akgün    | Membre         | Cour de cassation | 24 janvier 2020 | En cours      |
| Orhan Usta      | Membre         | Cour de cassation | 24 janvier 2020 | En cours      |
| Ali Ürker       | Membre         | Conseil d'État    | 24 janvier 2020 | En cours      |
| Battal Öğüt     | Membre         | Conseil d'État    | 24 janvier 2020 | En cours      |
| Feyzi Eroğlu    | Membre         | Cour de cassation | 26 janvier 2023 | En cours      |
| Ali Çopur       | Membre         | Conseil d'État    | 26 janvier 2023 | En cours      |
| Talip Bakır     | Membre         | Cour de cassation | 26 janvier 2023 | En cours      |
| İsmail Kalender | Membre         | Conseil d'État    | 26 janvier 2023 | En cours      |
| Serdar Mutta    | Membre         | Cour de cassation | 26 janvier 2023 | En cours      |

## Controverses
Lors du référendum constitutionnel turc de 2017, le YSK a décidé d'accepter comme valides certains bulletins de vote ne comportant pas le tampon officiel. L'opposition a dénoncé une décision scandaleuse qui ouvre la voie à de la fraude. Le YSK s'est justifié en disant que ces bulletins ne devaient pas venir de l'extérieur pour être acceptés.
Dans le cadre des élections municipales de 2019, le YSK annule et ordonne le 6 mai 2019 la tenue de nouvelles élections à Istanbul, où Ekrem İmamoğlu était sorti vainqueur, en jugeant par un vote de sept contre quatre qu'il y avait eu des « irrégularités » le jour du scrutin selon une « requête extraordinaire » de l'AKP. L'opposition dénonce des pressions à l'encontre du YSK et une atteinte à la démocratie.